# Гроть Денис Чеславович
Денис Чеславович Гроть (біл. Дзяніс Чэслававіч Грот, рос. Денис Чеславович Гроть; 6 січня 1985, м. Мінськ, СРСР) — російський хокеїст, захисник.
Вихованець хокейної школи «Юність» (Мінськ). Виступав за «Елемаш» (Електросталь), ХК «Липецьк», «Локомотив» (Ярославль), «Сибір» (Новосибірськ), «Амур» (Хабаровськ), «Спартак» (Москва), «Нафтохімік» (Нижньокамськ), «Автомобіліст» (Єкатеринбург), «Торпедо» (Нижній Новгород), «Нафтохімік» (Нижньокамськ), «Югра» (Ханти-Мансійськ), «Торос» (Нефтекамськ).
У складі молодіжної збірної Росії учасник чемпіонату світу 2004. У складі юніорської збірної Росії учасник чемпіонату світу 2002.